# 缘血蛤
缘血蛤（学名：Sanguinolaria virescens）为紫云蛤科血蛤属的动物。分布于不详以及中国大陆的广东、海南等地，生活环境为海水，多见于距河口近的河道沙底。